# Buccione

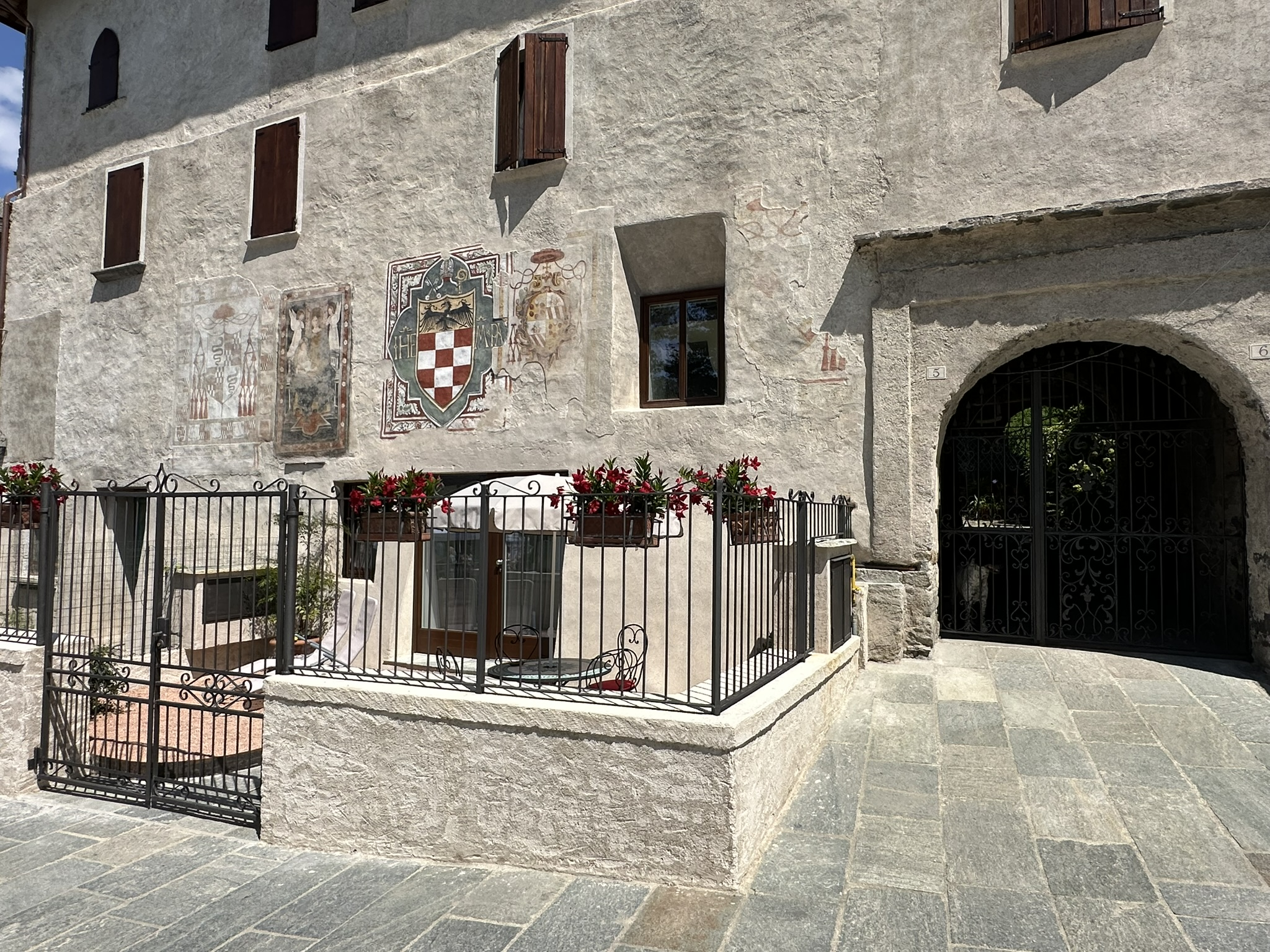
Affreschi del palazzo vescovile, stemma Pallavicino

Buccione è una frazione del comune di Gozzano, situata all’estremità meridionale del Lago d'Orta, in Piemonte.
Sulla sommità del colle che domina la località si erge il Castello di Buccione, un’importante fortezza medievale che un tempo proteggeva i territori della Riviera di San Giulio. Il castello rappresenta una delle testimonianze più significative del sistema difensivo del lago.
Nel corso del tardo Quattrocento e all’inizio del Cinquecento, Buccione assunse anche un ruolo simbolico e operativo per il potere ecclesiastico. Dal pontile di Buccione, il vescovo di Novara, che era anche feudatario della zona, si imbarcava per raggiungere l’Isola di San Giulio, sede spirituale e amministrativa della diocesi. Tra i vescovi che frequentarono il luogo si annovera Gerolamo Pallavicini (1463 - 1503), il quale morì proprio a Buccione il 18 agosto 1503 durante un soggiorno, forse per motivi di salute o ritiro spirituale. 

## Monumenti e luoghi di interesse
- Castello di Buccione[2]
- Palazzo del Vescovo [3]